# Antonio Puerta
Antonio José Puerta Pérez (Siviglia, 26 novembre 1984 – Siviglia, 28 agosto 2007) è stato un calciatore spagnolo, di ruolo centrocampista.

## Biografia
Il 25 agosto 2007, durante la partita Siviglia-Getafe, valida per la prima giornata del campionato spagnolo 2007-2008, Puerta venne colpito da un arresto cardiaco e perse conoscenza in campo. I compagni di squadra Ivica Dragutinović e Andrés Palop furono i primi ad accorrere verso di lui. Dopo essere stato soccorso dallo staff medico, Puerta si rialzò e riuscì a dirigersi verso gli spogliatoi per il cambio, ma lì fu colpito da altri cinque arresti cardiaci. Condotto all'ospedale più vicino da un'ambulanza, fu sottoposto a rianimazione cardiopolmonare. Le sue condizioni rimasero critiche e, a causa di un peggioramento dovuto a un'encefalopatia post-anossica, Puerta morì alle ore 14:32 del 28 agosto all'ospedale Virgen del Rocío di Siviglia, all'età di 22 anni.
Alla base dei suoi problemi cardiaci vi era la malattia nota come displasia ventricolare destra aritmogena, causa di morte improvvisa tra i giovani e visti i malori che avevano colpito in precedenza Puerta, avrebbe potuto essere diagnosticata con esami medici più approfonditi.
Il 21 ottobre 2007 la vedova di Antonio Puerta diede alla luce Aitor Antonio, primogenito di Puerta. Il primo nome era stato scelto dai due genitori, mentre il secondo è stato aggiunto in memoria del padre.

### I tributi nel corso degli anni
Al suo funerale, il 29 agosto a Siviglia, parteciparono molti rappresentanti di club europei, tra i quali anche il Milan, squadra contro la quale il venerdì successivo (31 agosto) il Siviglia disputò allo Stadio Louis II la partita valida per l'assegnazione della Supercoppa europea.
Nella partita di Supercoppa europea, disputata il 31 agosto 2007 tra Siviglia e Milan, molti omaggi furono tributati a Puerta. Entrambe le formazioni scesero in campo con il lutto al braccio e con la scritta "Puerta" sotto il numero di ogni giocatore in onore del giovane talento spagnolo e il minuto di silenzio a lui concesso fu davvero tale. Al gol di Renato la squadra andalusa indicò con le braccia in alto il giocatore. All'intervallo alcuni tifosi rossoneri ottennero dall'UEFA il permesso di consegnare a quelli del Siviglia lo striscione con la scritta "Onore a Puerta". La curva andalusa replicò intonando il coro "Milan Milan".
Quando Clarence Seedorf fu sostituito in quella partita, si tolse la maglietta e mostrò il nome di Puerta a tutto lo stadio che lo applaudì, replicando quanto aveva fatto Kaká dopo aver segnato il terzo gol dell'incontro. La finale fu vinta per 3-1 dai rossoneri, che dedicarono la vittoria al giocatore scomparso e che per rispetto si limitarono al ritiro del trofeo, alla foto di gruppo e al saluto delle due tifoserie, senza festeggiamenti ulteriori.
Quando la Spagna celebrò la vittoria del campionato d'Europa 2008, del campionato del mondo 2010 e del campionato d'Europa 2012, Sergio Ramos, ex compagno di Puerta, indossò una maglietta con una sua foto.
Enzo Maresca, centrocampista italiano che ha vestito per anni la maglia del Siviglia, porta tatuato sul braccio il numero 16 e la scritta "para siempre" in memoria dell'amico e compagno di squadra.
Il 21 agosto 2020 il Siviglia dedicò la vittoria della sua sesta Europa League a Antonio Puerta e José Antonio Reyes, deceduto nel 2019.

## Caratteristiche tecniche
Centrocampista esterno, occasionalmente giocava anche come terzino sinistro.

## Carriera

### Club

#### Esordi e primi anni
Nativo del quartiere sivigliano di Nervión, crebbe nel settore giovanile del Siviglia. Giocò dapprima nel Siviglia Atlético, dal 2002 al 2004, e successivamente in prima squadra.
Esordì nella Primera División spagnola il 21 marzo 2004, all'età di 19 anni, mandato in campo da Joaquín Caparrós contro il Malaga. Nella stagione 2004-2005 alternò la militanza nella squadra giovanile a qualche apparizione in prima squadra. Il 27 aprile 2006 realizzò una rete decisiva per l'approdo del Siviglia alla finale di Coppa UEFA, nella semifinale di ritorno contro lo Schalke 04. Due settimane più tardi vinse con i compagni il trofeo europeo, battendo in finale il Middlesbrough. Nell'estate del 2006 si aggiudicò la Supercoppa europea contro il Barcellona e nel maggio 2007 vinse un'altra Coppa UEFA, nella finale contro i connazionali dell'Espanyol.
Le buone prestazioni con il club andaluso valsero a Puerta l'interessamento di prestigiose squadre quali Arsenal, Manchester Utd e Real Madrid.

### Nazionale
Con la nazionale spagnola Under-23 vinse, in patria, i Giochi del Mediterraneo del 2005, nel corso dei quali realizzò due reti. Militò nella nazionale spagnola Under-21, con cui disputò il campionato europeo di categoria del 2006. Il 7 ottobre 2006 ottenne l'unica presenza in nazionale maggiore, nella partita persa per 2-0 in casa della Svezia, valida per le qualificazioni al campionato d'Europa 2008.

## Statistiche

### Presenze e reti nei club
Statistiche aggiornate al 13 agosto 2007.
| Stagione        | Squadra         | Campionato      | Campionato | Campionato | Coppe nazionali | Coppe nazionali | Coppe nazionali | Coppe continentali | Coppe continentali | Coppe continentali | Altre coppe | Altre coppe | Altre coppe | Totale | Totale |
| Stagione        | Squadra         | Comp            | Pres       | Reti       | Comp            | Pres            | Reti            | Comp               | Pres               | Reti               | Comp        | Pres        | Reti        | Pres   | Reti   |
| --------------- | --------------- | --------------- | ---------- | ---------- | --------------- | --------------- | --------------- | ------------------ | ------------------ | ------------------ | ----------- | ----------- | ----------- | ------ | ------ |
| 2003-2004       | Siviglia        | PD              | 1          | 0          | CR              | -               | -               |                    | -                  | -                  | -           | -           | -           | 1      | 0      |
| 2004-2005       | Siviglia        | PD              | 6          | 1          | CR              | 2               | 0               |                    | -                  | -                  | -           | -           | -           | 8      | 1      |
| 2005-2006       | Siviglia        | PD              | 17         | 2          | CR              | -               | -               | CU                 | 12                 | 2                  | -           | -           | -           | 29     | 4      |
| 2006-2007       | Siviglia        | PD              | 29         | 2          | CR              | 3               | 0               | CU                 | 10                 | 0                  | SU          | 1           | 0           | 43     | 2      |
| 2007-2008       | Siviglia        | PD              | 1          | 0          | CR              | -               | -               | UCL                | 0                  | 0                  | SS+SU       | 1+0         | 0           | 2      | 0      |
| Totale Siviglia | Totale Siviglia | Totale Siviglia | 54         | 5          |                 | 5               | 0               |                    | 22                 | 2                  |             | 2           | 0           | 83     | 7      |
| Totale carriera | Totale carriera | Totale carriera | 54         | 5          |                 | 5               | 0               |                    | 22                 | 2                  |             | 2           | 0           | 83     | 7      |

### Cronologia presenze e reti in nazionale
| Cronologia completa delle presenze e delle reti in nazionale ― Spagna | Cronologia completa delle presenze e delle reti in nazionale ― Spagna | Cronologia completa delle presenze e delle reti in nazionale ― Spagna | Cronologia completa delle presenze e delle reti in nazionale ― Spagna | Cronologia completa delle presenze e delle reti in nazionale ― Spagna | Cronologia completa delle presenze e delle reti in nazionale ― Spagna | Cronologia completa delle presenze e delle reti in nazionale ― Spagna | Cronologia completa delle presenze e delle reti in nazionale ― Spagna |
| Data                                                                  | Città                                                                 | In casa                                                               | Risultato                                                             | Ospiti                                                                | Competizione                                                          | Reti                                                                  | Note                                                                  |
| --------------------------------------------------------------------- | --------------------------------------------------------------------- | --------------------------------------------------------------------- | --------------------------------------------------------------------- | --------------------------------------------------------------------- | --------------------------------------------------------------------- | --------------------------------------------------------------------- | --------------------------------------------------------------------- |
| 7-10-2006                                                             | Solna                                                                 | Svezia                                                                | 2 – 0                                                                 | Spagna                                                                | Qual. Euro 2008                                                       | -                                                                     | 52’                                                                   |
| Totale                                                                |                                                                       | Presenze                                                              | 1                                                                     |                                                                       | Reti                                                                  | 0                                                                     |                                                                       |

## Palmarès

### Club

#### Competizioni nazionali
- Coppa di Spagna: 1

Siviglia: 2006-2007
- Supercoppa di Spagna: 1

Siviglia: 2007

#### Competizioni internazionali
- Coppa UEFA: 2

Siviglia: 2005-2006, 2006-2007
- Supercoppa UEFA: 1

Siviglia: 2006

### Nazionale
- Giochi del Mediterraneo: 1

 2005